# HuffPost
HuffPost (The Huffington Post do kwietnia 2017, czasami wyczytywane w skrócie jako HuffPo) – amerykańska liberalna witryna newsowa i blog polityczny.

## Historia
„The Huffington Post” wystartował 9 maja 2005 roku – utworzony przez dziennikarkę i felietonistkę Ariannę Huffington i biznesmena Kennetha Lerera. Założyciele na start swojego projektu przeznaczyli milion dolarów. Na stronie początkowo znajdowały się jedynie komentarze do aktualnych wydarzeń, z czasem przerodziła się ona w popularny internetowy dziennik z artykułami newsowymi i blogami. Znajdują się tam informacje m.in. z takich działów jak: polityka, media, biznes, rozrywka, ekologia.
Już po roku działalności „The Huffington Post” chwalił się liczbą 1,3 miliona użytkowników i 700 blogerów. W 2007 roku, dzięki 5 milionom dolarów zainwestowanym przez SoftBank Capital, zatrudnieni zostali etatowi dziennikarze. Witrynę aktualizowano odtąd 24 godziny na dobę. Pojawiły się też blogi wideo i pierwsze wydanie lokalne dla Chicago.
7 lutego 2011 „The Huffington Post” został sprzedany AOL za 315 milionów dolarów. W tym samym roku opublikowany został cykl reportaży Davida Wooda pod tytułem Beyond the Battlefield, gdzie autor opisywał życie amerykańskich żołnierzy, którzy przez dekadę walk odnieśli rany i wracali z Iraku oraz Afganistanu jako weterani. Za ten cykl The Huffington Post, jako pierwsza witryna internetowa, otrzymała w 2012 roku nagrodę Pulitzera. W sierpniu 2016 roku, po 11 latach, Arianna Huffington oddała stery The Huffington w ręce Lydii Polgreen i odeszła z firmy. Rok później, w kwietniu 2017 roku nowa redaktor naczelna zmieniła oficjalną nazwę witryny na „HuffPost”.
„The Huffington Post” jest też swoistą platformą, na której głos w ważnych sprawach zabierają ludzie polityki i show-biznesu. Swoje opinie publikowali tam m.in. Barack Obama, Hillary Clinton, Diane Keaton, Norman Mailer. W rankingu 50 najbardziej wpływowych blogów świata sporządzonym przez brytyjski tygodnik „The Observer” w 2008 roku „The Huffington Post” znalazł się na 1. miejscu.